# Boll-lök
Boll-lök (Allium karataviense) är en växtart i släktet lökar och familjen amaryllisväxter. Arten beskrevs av Eduard August von Regel. Inga underarter finns listade i Catalogue of Life.

## Utbredning
Boll-löken växer vilt från Centralasien till Afghanistan. Den odlas även som prydnadsväxt utomhus i andra delar av världen. Arten har ej påträffats i förvildat tillstånd i Sverige.